# أوغسطس نوبل اليد
أوغسطس نوبل اليد (بالإنجليزية: Augustus Noble Hand)‏ (و. 1869 – 1954 م) هو محام، وقاض من الولايات المتحدة الأمريكية .

## التعليم
تعلم في كلية هارفارد للحقوق، وجامعة هارفارد.